# Tony Dees
Anthony Michael Dees, detto Tony (Pascagoula, 6 agosto 1963), è un ex ostacolista statunitense.

## Biografia
Dees ha vinto la medaglia d'argento nei 110 m ostacoli ai Giochi olimpici di Barcellona 1992, giungendo al secondo posto dietro a Mark McKoy. Finì poi terzo ai Mondiali indoor del 1993, ottavo ai Campionati mondiali del 1993, terzo ancora ai Campionati del mondo indoor del 1997 e quarto ai Campionati del mondo del 1999.
È stato 5 volte campione nazionale indoor dei 60 m ostacoli ed ha frequentato l'Università del Mississippi, terminando la sua formazione all'Università Turabo di Caguas, a Porto Rico.
Dees ha terminato la sua carriera all'età di 38 anni realizzando un primato personale sui 60 m ostacoli di 7"37 ed ha successivamente intrapreso l'attività di allenatore in alcune università statunitensi.